# تشاد رودولف
تشاد رودولف (بالإنجليزية: Chadwick Rudolph)‏ هو مجدف أمريكي، ولد في 22 يناير 1948 في سياتل في الولايات المتحدة.

## وصلات خارجية
- تشاد رودولف على موقع الاتحاد الدولي للتجديف (الإنجليزية)
- تشاد رودولف على موقع أوليمبيديا (الإنجليزية)